# Rigidoporus undatus
Rigidoporus undatus är en svampart som först beskrevs av Christiaan Hendrik Persoon, och fick sitt nu gällande namn av Donk 1967. Rigidoporus undatus ingår i släktet Rigidoporus och familjen Meripilaceae.  Arten är reproducerande i Sverige. Inga underarter finns listade i Catalogue of Life.